# Linda Lundmark
Linda Lundmark, född 14 oktober 1973, är en svensk yogainstruktör, skådespelare, legitimerad psykoterapeut, body balance-instruktör, dansledare, kurator och auktoriserad socionom. Lundmark kom på andra plats i Miss Stockholm år 1991 och har arbetat som modell i Sverige och utomlands.  
Lundmark är utbildad på Uppsala Universitet, Ersta Sköndal Högskola, The Method Studio i London samt vid Calle Flygare Teaterskola. Hon har medverkat i ett 20-tal produktioner för film och TV och också arbetat inom Radioteatern. Vid sidan av skådespeleriet har hon även spelat in en skiva My Golden One, som utgavs år 2000. Lundmark har under 1990-talet bott och arbetat i Frankrike, Turkiet och England som musiker och inom televisionen. Senare har hon inriktat sig på behandling inom psykoterapi efter många års arbete inom socialt arbete, vård och omsorg.

## Filmografi
- 1991 – Ett paradis utan biljard
- 1995 - Skilda Världar
- 1996 - Hotel Seger
- 1997 - Babamin ev Türkiye
- 1998 - Beck
- 2000 - Fröken Hemel, reklam, tv3 huvudroll
- 2001 – Bekännelsen (Susanne)
- 2001 - Rederiet